# Nazwy kodowe NATO
Nazwy kodowe NATO (ang. NATO reporting names) – system oznaczeń wprowadzony w sojuszu NATO dla uzbrojenia i sprzętu wojskowego produkcji ZSRR, krajów bloku wschodniego oraz innych państw.

## Przyczyny wprowadzenia kodu
Nazwy kodowe NATO umożliwiły skatalogowanie wiedzy o uzbrojeniu produkowanym przez potencjalnych przeciwników NATO, mając na uwadze to, że oryginalne nazwy uzbrojenia, określone przez producentów lub użytkowników, pozostawały często nieujawnione lub tajne, zwłaszcza w odniesieniu do kolejnych wersji danego uzbrojenia. Ich funkcją było między innymi ułatwienie rozróżniania i raportowania uzbrojenia potencjalnego przeciwnika.
Na kod NATO składają się: symbol literowy, numer kolejny i nazwa kodowa, lub sama nazwa kodowa.
Poniżej, oznaczenie "xx" oznacza numer.

## Kierowane pociski odrzutowe
Przeciwpancerne pociski kierowane ZSRR nosiły oznaczenia: AT-xx i nazwy angielskie na literę S (np. AT-3 Sagger).
Kierowane pociski rakietowe ziemia-powietrze ZSRR nosiły oznaczenia: SA-xx i nazwy angielskie na literę G (np. SA-7 Grail). Chińskie przeciwlotnicze pociski rakietowe nosiły oznaczenia: CSA-xx.
Taktyczne pociski rakietowe (ziemia-ziemia) ZSRR nosiły oznaczenia: FROG-x (Free Rocket Over Ground).
Balistyczne pociski rakietowe (ziemia-ziemia) ZSRR nosiły oznaczenia: SS-xx i nazwy angielskie na literę S (np. SS-20 Saber). Chińskie balistyczne pociski rakietowe (ziemia-ziemia) nosiły oznaczenia: CSS-xx.
Okrętowe kierowane pociski rakietowe woda-woda, woda-ziemia i rakietotorpedy ZSRR nosiły oznaczenia: SS-N-xx i nazwy angielskie na literę S (np. SS-N-2 Styx). Chińskie okrętowe pociski rakietowe woda-woda i woda-ziemia nosiły oznaczenia: CSS-N-xx i nazwy angielskie na literę S.
Okrętowe przeciwlotnicze pociski rakietowe (woda-powietrze) ZSRR nosiły oznaczenia: SA-N-xx i nazwy angielskie na literę G (np. SA-N-1 Goa).
Kierowane pociski rakietowe powietrze-powietrze ZSRR nosiły oznaczenia: AA-xx i nazwy angielskie na literę A (np. AA-8 Aphid).
Kierowane pociski rakietowe powietrze-ziemia ZSRR nosiły oznaczenia: AS-xx i nazwy angielskie na literę K (np. AS-4 Kitchen).

## Samoloty ZSRR
Nazwy kodowe samolotów i śmigłowców nadawane były przez Komitet Koordynacyjny Standardów Lotniczych NATO (Air Standards Coordinating Committee).
Samoloty myśliwskie i samoloty szturmowe nosiły nazwy angielskie na literę F, od fighter (np. Flanker – Su-27).
Samoloty bombowe nosiły nazwy angielskie na literę B, od bomber (np. Blinder – Tu-22).
Samoloty transportowe nosiły nazwy angielskie na literę C, od commercial lub cargo (np. Colt – An-2).
Samoloty inne (powietrzne tankowce, łodzie latające, samoloty szkolne, samoloty wczesnego ostrzegania itp.) nosiły nazwy angielskie na literę M, od miscellaneous (np. Mainstay – A-50).
Śmigłowce nosiły nazwy angielskie na literę H, od helicopter (np. Hind – Mi-24).
Nazwy samolotów o napędzie śmigłowym były jednosylabowe, a o napędzie odrzutowym – dwusylabowe.

## Okręty

### Okręty nawodne
Typy okrętów nawodnych ZSRR otrzymywały na ogół nazwy kodowe będące wyrazami rosyjskimi zapisanymi w transkrypcji angielskiej, ale niebędące oryginalnymi nazwami typu (np. typ Osa). Typy niszczycieli, fregat i krążowników rakietowych otrzymywały zwłaszcza nazwy na literę K (np. Kynda). Czasami oznaczenie typu pochodziło od nazwy pierwszego zidentyfikowanego okrętu (np. Skoryi). Prowadzi to do częstego omyłkowego brania nazw kodowych NATO za oryginalne oznaczenia typu. Wersje rozwojowe oznaczano przedrostkiem: Modified ... (zmodyfikowany), lub cyframi łacińskimi: I, II itd. Typy okrętów nawodnych innych państw bloku wschodniego, w tym polskie, otrzymywały nazwy kodowe będące wyrazami z języka tych krajów, ale niebędące oryginalnymi nazwami typu (np. typ Obluze – Obłuże, zapisywane bez polskich znaków). Dla mniejszych okrętów stosowano też oznaczenia typów alfanumeryczne (np. kuter torpedowy typu P6).
Analogiczne zasady przyjęto dla okrętów Chińskiej Republiki Ludowej, nazywając je chińskimi wyrazami, np. Luda – od nazwy miasta, w którym zaobserwowano budowę. Z uwagi na ograniczoną jawność chińskich sił zbrojnych, system ten stosowany jest także w XXI wieku (np. typ Renhai).

### Jednostki podwodne
W początkowym okresie powojennym amerykańskie i natowskie oznaczenia okrętów radzieckich były jednoliterowe, według alfabetu łacińskiego, ich modernizacje zaś oznaczane były przez dodanie liczby rzymskiej – pierwszym typem okrętów podwodnych ZSRR który otrzymał amerykańską nazwę kodową były jednostki projektu 613, które zostały nazwane typem „W”. W amerykańskim wojskowym alfabecie fonetycznym, literze „W” odpowiada wyraz „Whiskey”, przez co nazwa tego typu okrętów wymawiana była jako (W)hiskey class submarines, stąd w drodze uzusu przyjęło się nazywać je według fonetycznej wymowy litery według alfabetu militarnego. Stąd projekt 627A – N – November, projekt 658 i 658M – H – Hotel I/II, itd. Z czasem zasada ta została zmodyfikowana, i kolejne typy zaczęły oficjalnie otrzymywać nazwy według militarnego alfabetu fonetycznego, nie zaś nazwy literowe, a ostatnie typy – nazwy kodowe będące wyrazami rosyjskimi zapisanymi w transkrypcji angielskiej, ale niebędące oryginalnymi nazwami typu (np. Akula, niepokrywający się z radzieckim typem Akuła, NATO: Typhoon).